# 纳婆毗诃罗国
纳婆毗诃罗（罗马化：Nava Vihāra；波斯語：‎，羅馬化：Nowbahār，意思是「新的寺院」），亦作納婆毘訶羅，是一個在古代西域的山國，位於今日阿富汗北部的興都庫什山脈。唐高僧玄照曾經前往薄渴罗的路前往本國。
據玄奘法師口述的《大唐西域記》記載，當他於公元630年前往薄渴羅時路過本國，當地有佛寺約一百座，住有約三萬名僧人。

## 外部連結
- Nava Vihāra （页面存档备份，存于） at the Mapping Buddhist Monasteries website.